# 곽창희
곽창희(1987년 7월 26일 ~ )는 대한민국의 축구 선수이며, 포지션은 공격수이다.
2011년 6월 17일, 승부조작 사건 이후한국프로축구연맹에 의해서 제명 되었다.